# Абдурахманов, Канти
Канти Абдурахманов (1916, Шали, Российская империя — 28 марта 2000, Аргун, Чечня) — старшина Советской армии, участник Великой Отечественной войны, Герой Российской Федерации (1996).

## Биография
Родился в 1916 году в селе Шали (по другим данным, в Аргуне, ныне — Чечня). Рано остался без родителей, был батраком, затем работал в колхозе. В сентябре 1941 года Абдурахманов добровольно пошёл на службу в РККА. Окончил школу младших артиллерийских командиров в Ташкенте в июне 1942 года. Служил в Среднеазиатском военном округе, командовал орудием, затем помощником командира взвода. С октября 1943 года — на фронтах Великой Отечественной войны. Участвовал в освобождении районов Невеля, Городка и Витебска, Белорусской и Прибалтийской операциях, разгроме Курляндской группировки немецких войск. В боях несколько раз был ранен.
В ходе одного из наступательных боёв в декабре 1943 года к западу от Витебска, когда советские пехотинцы залегли под массированным немецким огнём, Абдурахманов с расчётом выкатил своё орудие на прямую наводку и несколькими точными выстрелами уничтожил дот. Его действия позволили захватить вражеский рубеж. В июне 1944 года в аналогичной ситуации при форсировании Западной Двины Абдурахманов повторил этот подвиг. Тогда же он одним из первых артиллеристов переправился на западный берег, уничтожил несколько вражеских огневых точек, которые мешали переправе советских войск. Также за время войны уничтожил несколько немецких танков.
В 1946 году в звании старшины демобилизован и как чеченец отправлен в ссылку в Среднюю Азию. Проживал в Киргизской ССР, в 1967 году вернулся в Чечню. Работал шофёром, затем комбайнером, рабочим завода «Пищемаш», мастером буровой геологоразведочной партии. Выйдя на пенсию, проживал в Аргуне.
Умер 28 марта 2000 года.

## Награды
Указом Президента Российской Федерации от 16 мая 1996 года за «мужество и героизм, проявленные в борьбе с немецко-фашистскими захватчиками в Великой Отечественной войне 1941—1945 годов» старшина в отставке Канти Абдурахманов был удостоен звания Героя Российской Федерации (Золотая Звезда Героя № 290). Также был награждён орденом Отечественной войны I степени, орденами Славы II и III степеней и рядом медалей.